# مرد بتا (عامیانه)
«مرد بتا» (Beta Male) در زبان عامیانه و در برخی از نظریه‌های اجتماعی معمولاً به مردانی نسبت داده می‌شود که ویژگی‌های رهبری و سلطه‌گری را ندارند، بلکه بیشتر به دنبال آرامش، حمایت و هماهنگی با دیگران هستند. این افراد ممکن است کمتر در مرکز توجه باشند و تمایل به پشتیبانی از دیگران داشته باشند تا رهبری آنها، در گذشته این اصطلاح تنها در رفتارشناسی جانوران استفاده می‌شد اما امروزه اصطلاح «مرد بتا» بیشتر در میان گروه‌های اجتماعی، میم‌های اینترنتی، نظریه‌های مربوط به سلسله‌مراتب اجتماعی انسانی و همچنین در برخی تئوری‌های شبه‌علمی روان‌شناسی به صورت تحقیرآمیز استفاده می‌شود.
رایج شدن این اصطلاحات برای طبقه‌بندی انسان‌ها به‌طور گسترده توسط دانشمندان مورد انتقاد قرار گرفته است. تریسی کلارک-فلوری، نویسنده وبگاه slang به جای لفظ بتا برای توصیف این قبیل مردان، از کلماتی چون «حساس بودن، هوش هیجانی و آرام‌خویی» استفاده می‌کند. معمولاً این اصطلاح پرتکرار در مانوسفر، درکنار لفظ «مرد آلفا» به کار می‌رود.